# 池田種徳

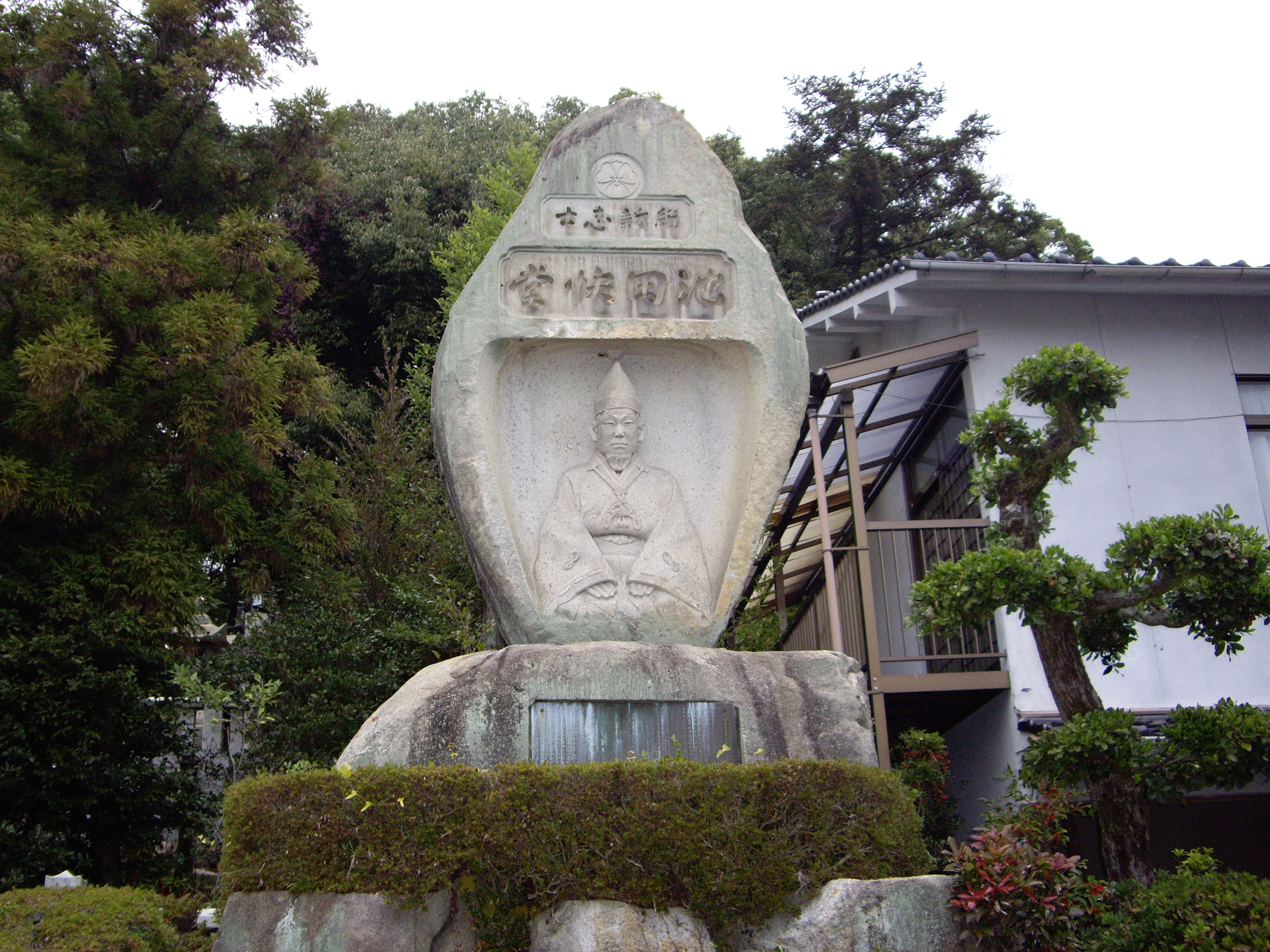
忠海八幡神社境内にある池田快堂彰徳碑

池田 種徳（いけだ たねのり、1831年〈天保2年10月〉 - 1874年〈明治7年〉9月12日）は、幕末の広島藩士・浪士組取締役、明治期の内政官僚。権令。通称・徳太郎、雅号・快堂。

## 経歴
安芸国豊田郡忠海村（現広島県竹原市）で、医師・池田元琳の長男として生まれる。医術より儒学を好み、九州に遊学し広瀬淡窓、筑前の亀井陽州（革卿）・調黄溪らに学んだ。その後、江戸に遊学。清河八郎、伊牟田尚平、安積五郎、村上俊平などの志士と交わり、幕府の嫌疑を受け一時、獄に入れられた。文久3年（1863年）、徳川家茂の上洛を警護する浪士組取締役となる。幕府に攘夷の意思がないことを悟って浪士組を脱し、広島藩の加藤七郎兵衛、船越洋之助（船越衛）に匿われた。元治元年9月（1864年10月）広島藩士となり国事に奔走した。
王政復古後、慶応4年7月（1868年）、徴士軍務官権判事に就任。戊辰戦争に東北遊撃軍将副参謀、同参謀として転戦した。明治元年12月（1869年）、権弁事、同月、常陸知県事、明治2年2月（1869年）、若森県権知事、明治4年11月（1871年）、新治県権令と地方官を歴任。明治5年1月20日（1872年2月28日）、島根県権令に就任。同年9月27日（10月29日）、岩手県参事に転任。1874年2月、青森県権令に就任。しかし病のため東京で療養するが在任中に死去した。
1919年、正五位を追贈された。